# Idaho Springs
Idaho Springs is een plaats (city) in de Amerikaanse staat Colorado, en valt bestuurlijk gezien onder Clear Creek County.

## Demografie
Bij de volkstelling in 2000 werd het aantal inwoners vastgesteld op 1889.
In 2006 is het aantal inwoners door het United States Census Bureau geschat op 1797, een daling van 92 (-4,9%).

## Geografie
Volgens het United States Census Bureau beslaat de plaats een oppervlakte van
2,7 km², geheel bestaande uit land. Idaho Springs ligt op ongeveer 2294 m boven zeeniveau.

## Plaatsen in de nabije omgeving
De onderstaande figuur toont nabijgelegen plaatsen in een straal van 16 km rond Idaho Springs.